# テレメッセージ
テレメッセージは、かつて存在した無線呼び出し（ポケベル）事業者テレメッセージグループの総称、もしくはテレメッセージグループが提供していたポケベルのブランド名。通常テレメと呼ばれた。
ちなみに福岡市中央区に本社を置く「株式会社日本テレメッセージ」はグループとは一切関連はない。

## 概略および経緯
- 無線呼び出しの項目も参照。

### サービス

#### ポケベル一体型サービス
- 1996年（平成8年）5月ポケベル一体型PHS「A831」発売

（* アステル各社とテレメッセージ各社との間でポケベルとPHSの一体型の端末でサービスを行う）
- 1996年（平成8年）11月ポケベル一体型携帯電話「デジタルミニモ D320」を発売

（* 日本移動通信株式会社（IDO）と東京テレメッセージでポケベルと携帯電話の一体型の端末でサービスを行う）

### 通信端末の特徴
- 東京テレメッセージ

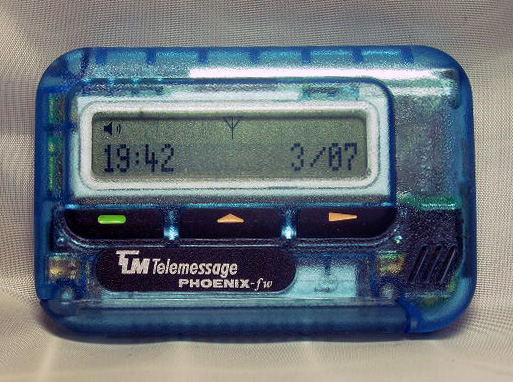
東京テレメッセージ PHOENIX-fw　1995年製

  - モトローラ製・PHOENIX-fw　英数字・カタカナ表示に対応。若年層向けにスケルトンモデルも発売された。

## 事業者一覧
現在は首都圏1都3県および沖縄本島の2社を除き消滅。会社の基本単位は、関東およびのちに合併の東北以外はテレビ局の放送エリアとほぼ同一だった。
- 「東京テレメッセージ」は、日本テレコム主体で「東京ウェブリンク」に改称して再建した後、2001年（平成13年）に株式会社YOZANが買収して「マジックメール」に再改称し、最終的に2002年（平成14年）にYOZANに吸収合併された。2008年（平成20年）10月1日YOZANから(新)「東京テレメッセージ」が分社。2019年（令和元年）9月30日をもってページャーサービスを終了しているが、280MHz帯を利用した防災ラジオサービスなどは継続している。
- 「沖縄テレメッセージ」は、沖縄本島でのみ営業中。2017年（平成29年）2月28日にポケットベル事業から撤退。
- 会社法人としては存続している旧「徳島テレメッセージ」 → 現「スタッフクリエイト」は、1999年（平成11年）10月にベル事業撤退および社名変更を行い、副業として開始した人材派遣業に一本化している。
- 資本的には、各社の営業地域にある地場の有力企業（特に電力会社）が出資するケースが多く、同じグループ内でも基本的に親子関係はない（後のアステルグループなども同様）。

### 北海道地方
- 北海道テレメッセージ

### 東北地方
- 東北テレメッセージ（青森県・岩手県・宮城県・秋田県・山形県・福島県）
  - 宮城テレメッセージを存続会社として、1993年（平成5年）7月1日に、6社を集約した企業（青森テレメッセージ・秋田テレメッセージ・岩手テレメッセージ・山形テレメッセージ・福島テレメッセージの5社を宮城テレメッセージが吸収して発足）。

### 関東地方
- 茨城テレメッセージ
- 栃木テレサービス
- 群馬テレサービス
- 東京テレメッセージ（東京都・神奈川県・埼玉県・千葉県） → のちの東京ウェブリンク、現：YOZAN（マジックメール、事業は新設法人の東京テレメッセージが継承）
- 山梨テレ通信

### 信越地方
- 新潟テレサービス
- 長野テレメッセージ

### 北陸地方
- 富山ページングサービス
- 石川テレメッセージ
- 福井テレメッセージ

### 東海地方
- 静岡テレメッセージ
- 中部テレメッセージ（愛知県・岐阜県・三重県）

### 近畿地方
- 関西テレメッセージ（滋賀県・京都府・大阪府・兵庫県・奈良県・和歌山県）

### 中国地方
- 山陰テレメッセージ（鳥取県・島根県）
- 岡山テレメッセージ
- テレメッセージ広島
- 山口テレメッセージ

### 四国地方
- 徳島テレメッセージ → 1999年（平成11年）10月に人材派遣業に業種変更し「スタッフクリエイト」に社名変更
- 香川テレメッセージ
- 愛媛テレメッセージ
- 高知テレメッセージ

### 九州地方
- 九州テレメッセージ（福岡県）
- 佐賀テレメッセージ
- 長崎テレメッセージ
- 九州ネットワークシステム（熊本県）
- 大分テレメッセージ
- 宮崎テレメッセージ
- 鹿児島テレコール

### 沖縄地方
- 沖縄テレメッセージ（2005年（平成17年）8月にYOZAN傘下。2017年（平成29年）3月末にポケットベル事業から撤退。）

## 通信端末

### 主な参画メーカー
- モトローラ
- NEC
- カシオ計算機
- 大井電気
- TOA
- エリクソン

### 端末
- SIDE44
- テルソナ
- セフィン
- ジュリオ
- リエゾン
- ベルコスモ
- ベルスウィート
- カレン
- カナコ
- ナージ
- ニコット
- コロンボ
- ベルカム
- プレル
- ノイネット
- ルカート
- トレミーモア
- トレミーフィーノ
- ジュセ
- アーキス
- 自由人
- モーラ
- テクノジョーカー
- ステラ
- レジュロ
- フェニックス
- ヴィクトライン
- 7E0（YOZANが開発した端末）

※ 地域により販売されていた機種が異なる場合がある
※ NPとは『Numeric Pager』のことであり、文字入力ができるポケベルのことを差し、機種名ではない
※ FXとは『Flex方式』利用のポケベルのことであり、機種名ではない

## イメージキャラクター

### グループイメージキャラクター
- 石川秀美
- 大河内奈々子
- 佐藤藍子
- 鈴木蘭々
- 鈴木杏樹
- 高倉香織
- 遠山景織子
- 中谷美紀
- 爆笑問題
- 前田愛
- 松雪泰子
- 吉川ひなの

### 地域限定イメージキャラクター
- 麻生かおり 東京テレメッセージ
- 荒井賢太 中部テレメッセージ
- 河相我聞 中部テレメッセージ
- 桐島かれん 東京テレメッセージ
- 高橋かおり 関西テレメッセージ
- 高田純次 テレメッセージ広島
- 松田純 栃木テレサービス
- 山口弘美 中部テレメッセージ

## その他
- 1997年（平成9年）5月13日〜16日 東京ビッグサイトの「ビジネスシヨウ'97 TOKYO」で、東京テレメッセージが、半透明ポケベルやウルトラマンの形したポケベルや、Swatchブランドの腕時計内蔵型ポケベルを参考出品。
- トワイライトシンドローム 『究明編』でテレメッセージのポケベル（モーラ、ピンク色）がゲーム上、セーブデーター画面で使用され、景品にもなった。